# مانغال سينغ تشامبيا
مانغال سينغ تشامبيا (بالإنجليزية: Mangal Singh Champia) (من مواليد 9 نوفمبر 1983 في جمشيدبور) هو نبال هندي فاز بميداليات متعددة في العديد من الفعاليات الدولية بما في ذلك دورة الألعاب الآسيوية. تم منحه جائزة أرجونا من قبل رئيس الهند لعام 2009.
بدأ مانغال النبالة في عام 1995 وأصبح محترفا في عام 2008.
لقد شارك في دورة الألعاب الأولمبية الصيفية 2016 في ريو دي جانيرو.